# 刘可清
刘可清（1955年5月—），男，汉族，福建周宁人，中华人民共和国政治人物。中央党校经济管理专业毕业。

## 生平
1975年12月加入中国共产党。1998年，担任莆田市人民政府市长助理。次年，任莆田市政府副市长。200年，任福建省国土资源厅副厅长。2003年任厅长。2005年，任中共漳州市委副书记、书记。2011年，任中共厦门市委副书记、厦门市人民政府代市长、市长。2013年3月，担任全国人大代表。2015年1月，补选中国人民政治协商会议第十一届福建省委员会副主席、党组副书记。2015年1月，任福建省政协副主席、党组副书记。